# JPEG XR
JPEG XR (wcześniej HD Photo, wcześniej Windows Media Photo) – format plików graficznych opracowany przez Microsoft jako następca formatu JPEG i JPEG 2000.
Pliki JPEG XR charakteryzują się małą ilością zajmowanego miejsca i lepszą jakością niż pliki JPEG oraz JPEG 2000.
JPEG XR ma dwa razy bardziej efektywną kompresję – plik o tej samej jakości jest dwa razy mniejszy.